# Béni Nkololo
Béni Jean-Luc Nkololo (n. 6 noiembrie 1996, Rennes, Franța) este un fotbalist din Republica Democratică Congo și francez, care joacă pe post de atacant la CFR Cluj în SuperLiga României.